# Lithocarpus aggregatus
Lithocarpus aggregatus là một loài thực vật có hoa trong họ Fagaceae. Loài này được Barnett mô tả khoa học đầu tiên năm 1938.